# (11174) Carandrews
(11174) Carandrews (1998 FR67) – planetoida z pasa głównego asteroid okrążająca Słońce w ciągu 3,29 lat w średniej odległości 2,21 j.a. Odkryta 20 marca 1998 roku.